# Hermann-Reemtsma-Stiftung

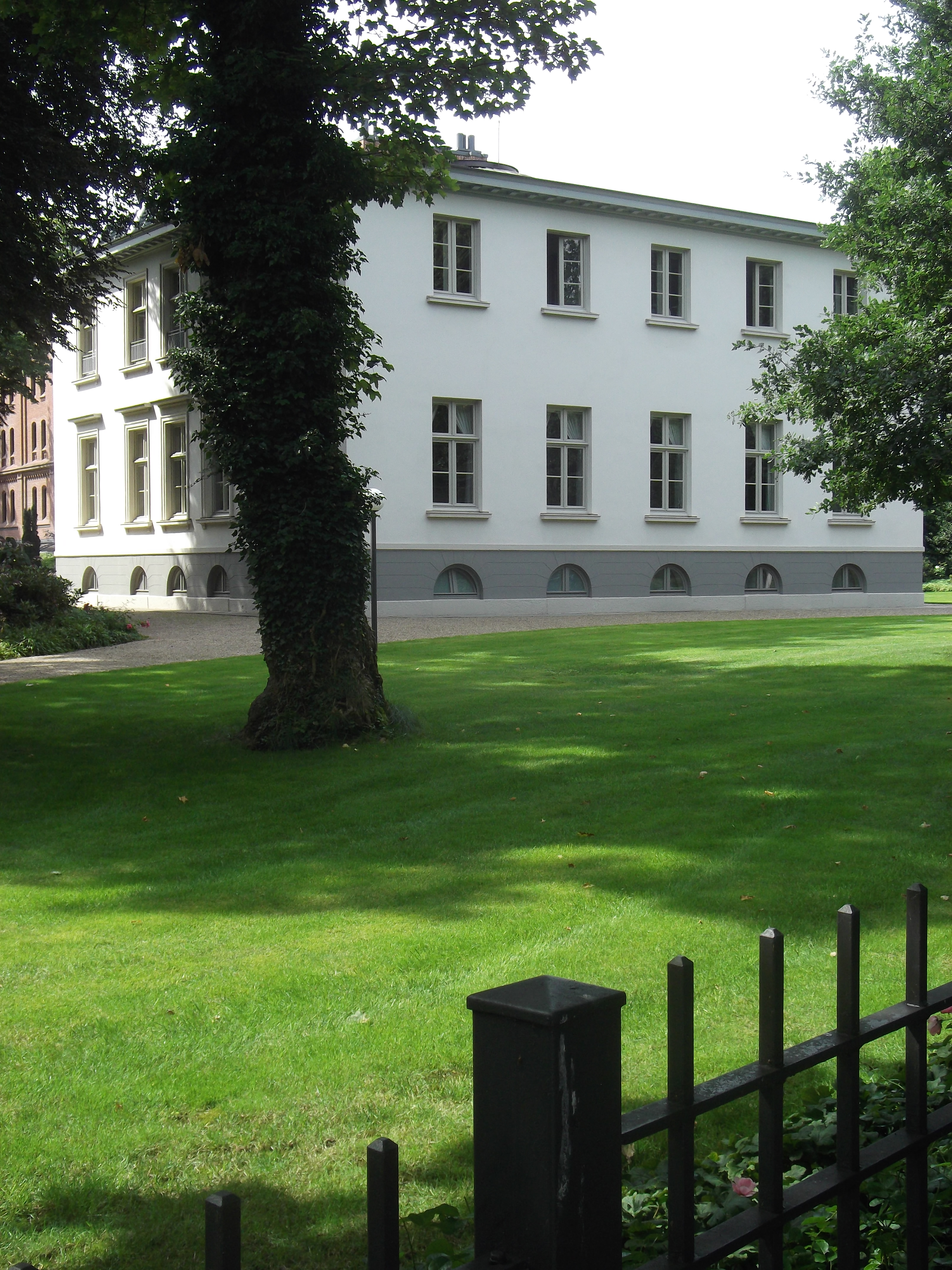
Landhaus Baur, Sitz der Hermann-Reemtsma-Stiftung

Die Hermann-Reemtsma-Stiftung, Eigenschreibweise Hermann Reemtsma Stiftung, ist eine private, gemeinnützige Stiftung des bürgerlichen Rechts mit Sitz im sogenannten Landhaus Baur, auch „Elbschlösschen“ genannt, errichtet von Christian Frederik Hansen in Hamburg-Nienstedten.
Die von Hermann-Hinrich Reemtsma 1988 im Gedenken an seinen Vater Hermann Fürchtegott Reemtsma gegründete Förderstiftung unterstützt Projekte von Institutionen und Initiativen auf den Gebieten Wissenschaft und Kultur sowie sozial-mildtätige Zwecke in Norddeutschland. Es werden ausschließlich gemeinnützig tätige Institutionen gefördert und Initiativen, keine Einzelpersonen.
Die Hermann-Reemtsma-Stiftung wurde von der Lichtwark-Gesellschaft mit der Gustav-Schiefler-Medaille geehrt.
Bei ihren Projekten kooperiert die Stiftung meist mit anderen Stiftungen.

## Fördergebiete
Die Stiftung unterstützt Projekte, die der Kulturerhaltung dienen (Denkmalschutz, Denkmalpflege); hierzu zählen die Restaurierung oder auch Sanierung, bei Bedarf auch der Erwerb, die wissenschaftliche Betreuung und die Präsentation von Kulturgütern. Darüber hinaus fördert die Stiftung auch Projekte der Alten-, Kranken- und Behindertenfürsorge sowie der vorbeugenden Jugendfürsorge.
Beispiele für geförderte Projekte sind:
- die Restaurierung der Arp-Schnitger-Orgel in St. Jacobi in Hamburg,
- die Restaurierung des Marienaltars aus dem Hamburger Dom,
- der Ankauf von zwei von fünf Bänden des Moller-Florilegiums von Hans Simon Holtzbecker und des Gustav-Schiefler-Nachlasses für die Hamburger Staats- und Universitätsbibliothek sowie des Frielinghaus-Nachlasses für die Kunsthalle Hamburg,
- der Ausbau des Atelierhauses Bergedorf,
- die Pflege des Ernst-Barlach-Hauses in Hamburg,
- die Sanierung des Belvedere auf dem Pfingstberg in Potsdam,
- die Restaurierung der Orgeln der St.-Marien-Kirche (Stralsund),
- Bereitstellung des Stiftungskapitals für die Dehmelhaus Stiftung und Sanierung und Restaurierung des Hauses.
- Renovierung des Landhaus Baur als Stiftungssitz.